# أبو شاش (قرية)
أبو شاش هي إحدى القرى اللبنانية من قرى قضاء صور في محافظة الجنوب.